# Bernartice (Olomouc)
Bernartice (in polacco Bernacice, in tedesco Barzdorf) è un comune della Repubblica Ceca facente parte del distretto di Jeseník, nella regione di Olomouc.